# Postumo (Lucio Battisti)

Lucio Battisti nel 1982

Il postumo, come viene chiamato dagli appassionati, è un ipotetico album del cantante italiano Lucio Battisti, che sarebbe stato composto e/o registrato nel periodo compreso tra il 1994, anno della pubblicazione del ventesimo ed ultimo album ufficiale di Battisti, Hegel, e il 1998, anno della prematura scomparsa del musicista.
Il disco non è mai stato pubblicato, né sono trapelate in altro modo informazioni certe al riguardo; la sua stessa esistenza finora non ha mai trovato alcuna conferma ufficiale, anche se diversi discografici hanno dichiarato di aver avuto trattative con Battisti, poi andate a vuoto, per la pubblicazione di un nuovo album.

## Storia

### Le prime voci
Dall'inizio della sua collaborazione con il paroliere Pasquale Panella, a partire dall'album Don Giovanni, uscito nel 1986, i lavori discografici di Battisti erano stati resi disponibili con una notevole regolarità: uno ogni due anni, tutti in autunno tranne il primo e tutti composti da otto canzoni. Per questo motivo, dopo la pubblicazione di Hegel nel settembre 1994, che ufficialmente risulta ancora oggi l'ultimo disco del musicista, molti si aspettavano la pubblicazione di un nuovo album per il 1996, tuttavia ciò non avvenne, pertanto iniziarono a circolare delle voci che spiegavano la mancata pubblicazione con delle difficoltà da parte di Battisti a trovare un accordo con le case discografiche, che (anche a causa del costante calo di vendite degli ultimi album) ritenevano ormai troppo alte le richieste di Battisti per il proprio "ingaggio" (secondo il Corriere della Sera 400 000 - 500 000 copie di guadagno garantito).
La consistenza di queste voci fu confermata dal discografico Michele Mondella, il quale dichiarò che nel 1996 Battisti aveva partecipato insieme alla moglie Grazia Letizia Veronese a delle contrattazioni per incidere un nuovo disco con la BMG, che non avevano avuto esito. Secondo l'amministratore delegato della RTI Music Roberto Magrini, Battisti avrebbe intavolato trattative anche con tale casa discografica, che si sarebbe resa disponibile a pubblicare l'album anche in perdita, ma alla condizione di realizzare un disco in cui l'artista duettasse con Mina e che venisse pubblicato il 31 dicembre 1999, ultimo giorno del millennio; tuttavia Battisti non sarebbe stato disposto a realizzare tale progetto e la RTI avrebbe poi ripiegato su Adriano Celentano, realizzando quello che diventò l'album Mina Celentano.

### La burla deL'asola
La circolazione di questi rumor venne sfruttata all'inizio dell'aprile 1998 dal giornalista Franco Zanetti per la realizzazione di un pesce d'aprile. Il 30 marzo, infatti, Zanetti pubblicò sul sito Internet rockol.it una clamorosa notizia secondo la quale Battisti avrebbe pubblicato a breve il suo nuovo album, chiamato L'asola, su Internet, in quanto non sarebbe riuscito a farlo accettare da nessuna casa discografica, nel neonato sito luciobattisti.com. Molti indizi potevano far dubitare della serietà e della veridicità della notizia: togliendo l'apostrofo e spostando l'accento nel titolo si otteneva "La sòla", termine romanesco che significa "la fregatura, il raggiro", l'acrostico della presunta tracklist formava la frase "pesce d'aprile" e in altri elementi erano presenti riferimenti nascosti ai pesci, rimandando quindi, di nuovo, alla tradizione del pesce d'aprile, tuttavia l'attesa e gli interrogativi riguardo ad un nuovo disco di Battisti erano così grandi che numerosi giornali scelsero di riportare la notizia, come il Corriere della Sera (che aprì la pagina degli spettacoli con un titolo a sette colonne, cambiato e ridimensionato a giornale già in stampa, dopo che un redattore appassionato di enigmistica si era accorto degli indizi e li aveva segnalati), la Repubblica e altre importanti testate nazionali. Il giorno successivo un altro articolo sullo stesso sito ammise che si trattava di una burla, messa in scena dalla stessa redazione, che aveva appositamente realizzato anche il sito luciobattisti.com. A causa dell'enorme diffusione della notizia e del grande interesse al riguardo, tuttavia, vi furono numerose fonti che continuarono erroneamente ad indicare il fantomatico L'asola come l'ultimo album del cantante, sia in Italia che all'estero.

### Dopo la morte di Battisti
L'improvvisa scomparsa di Battisti, deceduto all'età di 55 anni il 9 settembre 1998 dopo dieci giorni di ricovero in ospedale, durante i quali non erano stati diffusi aggiornamenti clinici e senza che venisse ufficialmente dichiarata la causa della morte, accese notevolmente l'interesse nei confronti del presunto disco, che si ritrovò ad acquisire il ruolo di testamento artistico del musicista reatino, oltre che un affare potenzialmente molto redditizio per le case discografiche. Il giornalista Vincenzo Mollica, al termine dello speciale televisivo di Rai Uno andato in onda in prima serata il giorno della scomparsa dell'artista (Lucio, quante emozioni), disse di ritenere certa l'esistenza del postumo e di augurarsi di poterlo ascoltare presto. Le case discografiche RTI Music e BMG Ariola, però, smentirono che si stesse preparando la pubblicazione del disco.
Un altro passaggio importante nella vicenda si ebbe nel dicembre 1998, quando venne pubblicato il cofanetto a tiratura limitata LB - Lucio Battisti, che, oltre ai 21 alloggiamenti per gli altrettanti dischi che compongono la discografia ufficiale del cantante (19 album più 2 singoli), conteneva un ventiduesimo spazio vuoto, che fu interpretato da molti come l'alloggiamento per il postumo, la cui pubblicazione sarebbe quindi stata imminente; il critico musicale Mario Luzzatto Fegiz, sul Corriere della Sera, scrisse addirittura di ritenerla certa entro il 2000.
Nessun nuovo album venne invece mai pubblicato, né fu mai rinvenuta alcuna prova certa della sua esistenza; per spiegare ciò nacquero varie teorie.
Nel 2000 il docente universitario Gianfranco Salvatore raccolse una dichiarazione di una stretta amica della famiglia Battisti, dicendo che, se fosse nella vedova Grazia Letizia Veronese, terrebbe per sé eventuali inediti, «come un ultimo meraviglioso regalo del proprio marito a cui ogni moglie ha diritto senza nessun dovere di dividerlo con migliaia o milioni di estranei». Sulla base di tale dichiarazione, molti ritengono che il postumo non sia stato pubblicato per volontà degli eredi e in particolare della stessa Veronese, la quale, come parte dell'atteggiamento fortemente restrittivo che ha notoriamente adottato nei confronti dell'immagine e dell'opera del marito dopo la sua scomparsa, avrebbe vietato la pubblicazione dell'album o addirittura ne avrebbe distrutto fisicamente le registrazioni. 
Negli anni successivi le voci sull'uscita del disco sono cessate e l'attenzione mediatica nei confronti della questione si è andata riducendo.

### Le rivelazioni di Bovi
Nel settembre del 2018, in occasione della presentazione di un libro dedicato a Battisti nel ventennale della scomparsa, il giornalista e autore televisivo Michele Bovi ha dichiarato che «L'album c'è. Ce l'hanno i familiari. [...] Ma nessuno l'ha ascoltato». Bovi ha riportato alcuni fatti avvenuti nel corso del 1998, riferitigli da Roberto Gasparini, ex direttore artistico dell'etichetta discografica BMG, che rivelano come l'album sarebbe stato molto vicino alla pubblicazione.
Secondo quanto dichiarato da Bovi, nella primavera del 1998 Battisti avrebbe incontrato a Roma alcuni dirigenti della BMG per trovare un accordo sulla pubblicazione dell'album. All'incontro, al quale avrebbero preso parte l'amministratore delegato Franco Reali, lo stesso Gasparini, l'intermediario Antonio Coni, Battisti e la moglie Grazia Letizia, il musicista si sarebbe dichiarato pronto per la pubblicazione e si sarebbe raggiunto l'accordo economico (un garantito di 150 000 copie, anche se Battisti inizialmente ne voleva 500 000). Alla richiesta di lasciare una copia delle registrazioni alla casa discografica, tuttavia, Battisti avrebbe rifiutato in quanto a conoscenza di una fuga di sue registrazioni dall'archivio della BMG, da cui erano già trapelati in modo clandestino gli inediti Il paradiso non è qui, Girasole e Il bell'addio; questo comportamento avrebbe fatto irritare Reali e la trattativa si sarebbe fermata per qualche mese. Secondo Bovi, nell'estate del 1998 Gasparini avrebbe tentato di riavviare la trattativa recandosi a casa di Battisti a Molteno e nell'incontro sarebbe stato trovato l'accordo finale, ma quaranta giorni dopo Battisti si ammalò e morì prima di riuscire a proseguire nella realizzazione dell'opera.

## Ipotesi

La copertina di Hegel, ultimo lavoro discografico ufficiale di Battisti

Dal momento che, negli ultimi anni della sua vita, Battisti era solito proporre i suoi album alle case discografiche "a scatola chiusa", cioè senza prima annunciarli o farli ascoltare, nessuno all'infuori dei familiari o dei collaboratori più stretti dell'artista potrebbe essere a conoscenza del contenuto dell'album e del suo stato di lavorazione, qualora esistesse.

### Contenuto e stato di lavorazione
L'ipotesi più ottimistica è quella secondo cui l'album sarebbe stato integralmente composto e registrato, con la sola pubblicazione a rimanere in sospeso. Secondo altre supposizioni, le canzoni sarebbero state composte ma non registrate, o forse addirittura ne sarebbe stata composta solo la musica ma non il testo. Secondo Michele Bovi, nell'incontro con la BMG della primavera 1998, Battisti aveva il materiale «già pronto» e avrebbe voluto registrarlo a Londra, come aveva già fatto in passato.
Per altri il disco indicato come postumo non conterrebbe materiale realizzato da Battisti nei suoi ultimi anni di carriera e di vita, ma sarebbe invece una raccolta di materiale inedito risalente all'inizio della sua carriera (della cui esistenza vi sono prove certe). Questa tesi era stata ripresa anche dal pesce d'aprile di Zanetti, che inserì nella scaletta de L'asola diversi brani che Battisti aveva realmente scritto per altri interpreti negli anni settanta ma non aveva mai interpretato di persona.

### L'autore dei testi
Dato che per la quasi totalità della sua carriera Battisti ha quasi sempre scritto solo la musica delle sue canzoni, affidandosi a dei parolieri per la composizione dei testi, i mass media si sono più volte interrogati su chi potrebbe essere l'autore dei testi dell'ipotetico album. Il discografico Claudio Buja ha raccontato che Battisti gli avrebbe detto che per il suo prossimo album aveva già trovato un nuovo paroliere.
- L'ipotesi di un'ulteriore collaborazione con Pasquale Panella, autore dei testi degli ultimi 5 album, è stata esclusa dal paroliere stesso, il quale già nel 1994 aveva dichiarato che non avrebbe più collaborato con Battisti[21] e, in seguito, ha ribadito di non aver più avuto nessun tipo di rapporto con Battisti dopo l'uscita dell'album Hegel e che, nel caso in cui il disco postumo esista, i testi non potrebbero essere suoi.[22][23] Anche secondo Michele Bovi il coinvolgimento di Panella va escluso.[17]
- L'ipotesi di un ritorno a Mogol, autore con il quale Battisti ebbe un fortunato sodalizio artistico durato circa quindici anni, fu avvalorata dal fatto che tra il 1992 e il 1998 si era parlato di un possibile riavvicinamento tra Mogol e Battisti[24], ma è stata anche in questo caso smentita dal paroliere stesso, che ha dichiarato di non aver più lavorato con Battisti dopo Una giornata uggiosa (1980).
- Un'altra ipotesi è quella di una produzione "casalinga" con i testi di Velezia, nome d'arte della moglie del musicista, sulla falsariga di E già, tuttavia la vedova Battisti non ha mai rilasciato dichiarazioni di nessun tipo al riguardo.
- Un'ultima ipotesi vede lo stesso Battisti autore dei testi, come era già accaduto per alcune canzoni scritte all'inizio della sua carriera, nonché per lo stesso E già, dei cui testi Battisti è ritenuto co-autore insieme alla moglie da buona parte della critica.[25] Questa ipotesi è avvalorata da quanto riportato da Michele Bovi, secondo il quale, negli incontri del 1998, Battisti avrebbe detto «questo è il mio lavoro», senza parlare di alcun tipo di collaborazione familiare o extrafamiliare.[17]